# Maja Savić
Maja Savić,  (Berane, 29 de abril de 1976) es una jugadora de balonmano montenegrina. Consiguió 1 medalla olímpica de plata en los Juegos Olímpicos de Londres 2012 con Montenegro. 11 años antes había conseguido una medalla de bronce mundialista con Yugoslavia.